# Александров, Григорий Васильевич (режиссёр)
Григо́рий Васи́льевич Алекса́ндров (псевдоним в первые годы советской власти Мормоне́нко; 10 (23) января 1903, Екатеринбург, Российская империя — 16 декабря 1983, Москва, СССР) — советский кинорежиссёр, сценарист, педагог. Герой Социалистического Труда (1973), народный артист СССР (1948), лауреат двух Сталинских премий I степени (1941, 1950), кавалер трёх орденов Ленина (1939, 1950, 1973).

## Биография
Согласно записи в метрической книге, которая хранится в Государственном архиве Свердловской области, Григорий Александров родился 5 (18) октября 1903 года в Екатеринбурге в семье мещанина Василия Григорьевича Александрова и его жены Анфусы Григорьевны. В своих мемуарах «Эпоха и кино» сам Александров утверждал, что его отец был уральским горнорабочим. По свидетельству Ивана Пырьева, друга юности и земляка Александрова, он из семьи кондитера.
Подростком подрабатывал в Екатеринбургском оперном театре рассыльным, помощником бутафора, помощником осветителя. В 1917 году окончил Екатеринбургскую музыкальную школу по классу скрипки.
В 1918 году с приходом советской власти поступил на режиссёрские курсы рабоче-крестьянского театра при Екатеринбургском губнаробразе. В июле 1919 года, после освобождения Екатеринбурга от белогвардейцев, вместе с Иваном Пырьевым организовал художественную самодеятельность в клубе ГубЧК. По окончании режиссёрских курсов в течение года руководил фронтовым театром 3-й армии РККА, осуществив свои первые режиссёрские работы. В 1920 году был назначен инструктором театрального отдела Екатеринбургского губнаробраза. На этой должности занимался контролем за кинорепертуаром. Весной 1921 года вместе с Иваном Пырьевым организовал в Екатеринбурге детский театр. Участвовал в деятельности клуба «ХЛАМ» (Художники, Литераторы, Артисты, Музыканты), возникшего под влиянием Мейерхольда.
В 1921 году по направлению Политотдела 3-й армии вместе с Иваном Пырьевым поехал на учёбу в Москву и вместе с ним был принят в труппу театра Пролеткульта. В первом спектакле этого театра, «Мексиканце» по Джеку Лондону, играл то газетчика, то боксёра. Тогда же познакомился с Сергеем Эйзенштейном. Вместе с ним участвовал в создании нескольких экспериментальных спектаклей. В спектакле «Мудрец» (1922), поставленном по комедии А. Н. Островского «На всякого мудреца довольно простоты», ходил по проволоке над головами зрителей. В снятом для этого спектакля кинофельетоне «Дневник Глумова» (1923) исполнил заглавную роль. В то время ещё носил псевдоним Мормоненко.

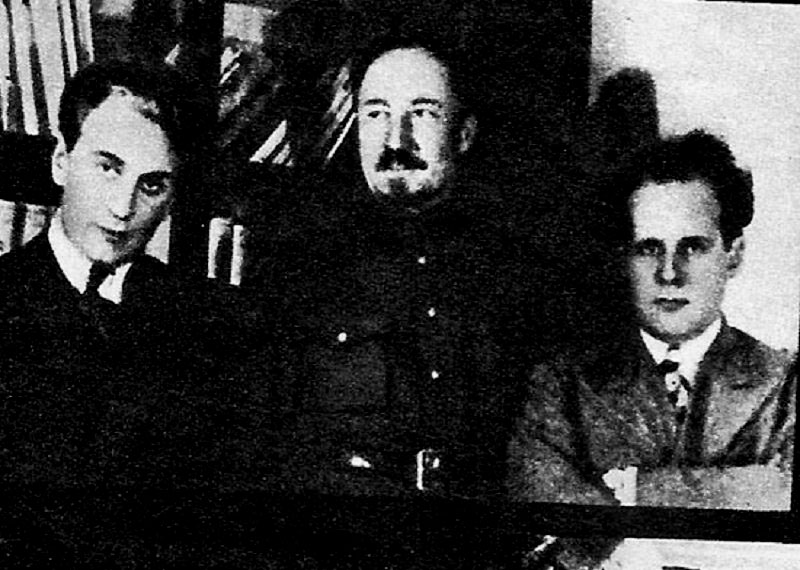
Григорий Александров, Николай Подвойский и Сергей Эйзенштейн

Был ассистентом Эйзенштейна на его первых фильмах «Стачка» (1924), «Броненосец „Потёмкин“» (1925), снимался в них как актёр. Выступил соавтором сценариев и сопостановщиком фильмов Эйзенштейна «Октябрь» (1927) и «Старое и новое» (1929).
С 1929 по 1932 год совместно с Сергеем Эйзенштейном и оператором Эдуардом Тиссэ находился в творческом турне по Европе и США с целью изучения опыта зарубежного звукового кинопроизводства. В Париже под художественным руководством Эйзенштейна снял короткометражный фильм «Сентиментальный романс» (1930). Вместе с Эйзенштейном работал над фильмом «Да здравствует Мексика!», который снимался на средства писателя Эптона Синклера и остался незавершённым.

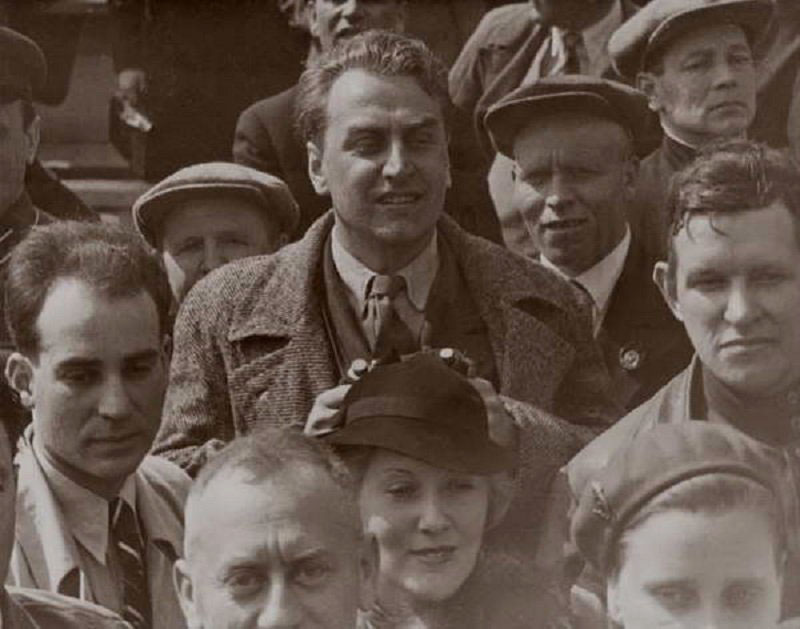
Григорий Александров и Любовь Орлова у мавзолея Ленина. 1 мая 1935

В 1932 году вернулся в СССР и снял короткометражный документальный фильм «Интернационал» (1933), прославляющий Сталина и его политику. В том же году по инициативе председателя «Союзкино» Бориса Шумяцкого приступил к работе над музыкальной кинокомедией «Весёлые ребята» с Леонидом Утёсовым и Любовью Орловой в главных ролях. Опираясь на опыт Голливуда, построил её на сочетании эксцентрических и цирковых трюков, приёмов мюзик-холла и оперетты. Съёмки были завершены осенью 1934 года. Нарком просвещения Андрей Бубнов обвинил Александрова в аполитичности и безыдейности. На фильм обрушился шквал критики в газетах «Правда» и «Известия». Было принято решение не выпускать его на экран. Начальник Главного управления кинофотопромышленности Борис Шумяцкий решил показать фильм Горькому. Писателю фильм понравился, и он организовал просмотр «Весёлых ребят» для членов Политбюро ЦК ВКП(б). После просмотра Сталин сказал: «Хорошо! Я будто месяц пробыл в отпуске».
С «Весёлых ребят» начался «звёздный» путь актрисы Любови Орловой, композитора Исаака Дунаевского, поэта Василия Лебедева-Кумача. Песня «Марш весёлых ребят», прозвучавшая в фильме, приобрела тогда широкую популярность. В 1934 году фильм был с успехом показан в советской программе на Втором международном кинофестивале в Венеции. «Нью-Йорк Таймс» писала: «Вы, может быть, думаете, что Москва только и делает, что борется, учится и работает? Ошибаетесь… Москва смеётся! И так заразительно, бодро и весело, что вы будете смеяться вместе с ней». О фильме восторженно отозвался Чарльз Чаплин: «Александров открыл для Америки новую Россию. До „Весёлых ребят“ американцы знали Россию Достоевского, теперь они увидели большие сдвиги в психологии людей. Люди бодро и весело смеются. Это — большая победа». За рубежом фильм шёл под названием «Москва смеётся».
В 1936 году Александров снял фильм «Цирк» по мотивам пьесы Ильи Ильфа, Евгения Петрова и Валентина Катаева «Под куполом цирка», которая с 1934 года с успехом шла в московском мюзик-холле. Так как в сценарии пьеса была сильно переделана, авторы отказались от упоминания в титрах. В этой музыкальной мелодраме режиссёр решил, по его словам, «воспеть гуманность советских законов, интернационализм советского общества». В финале прозвучала ставшая знаменитой «Песня о Родине» со словами «Широка страна моя родная». В 1937 году на Международной выставке в Париже фильм был удостоен высшей премии — Гран-при.
В 1936 году по личному поручению Сталина Александров выступил режиссёром документального фильма «Доклад товарища Сталина о проекте Конституции СССР на Чрезвычайном VIII съезде Советов».

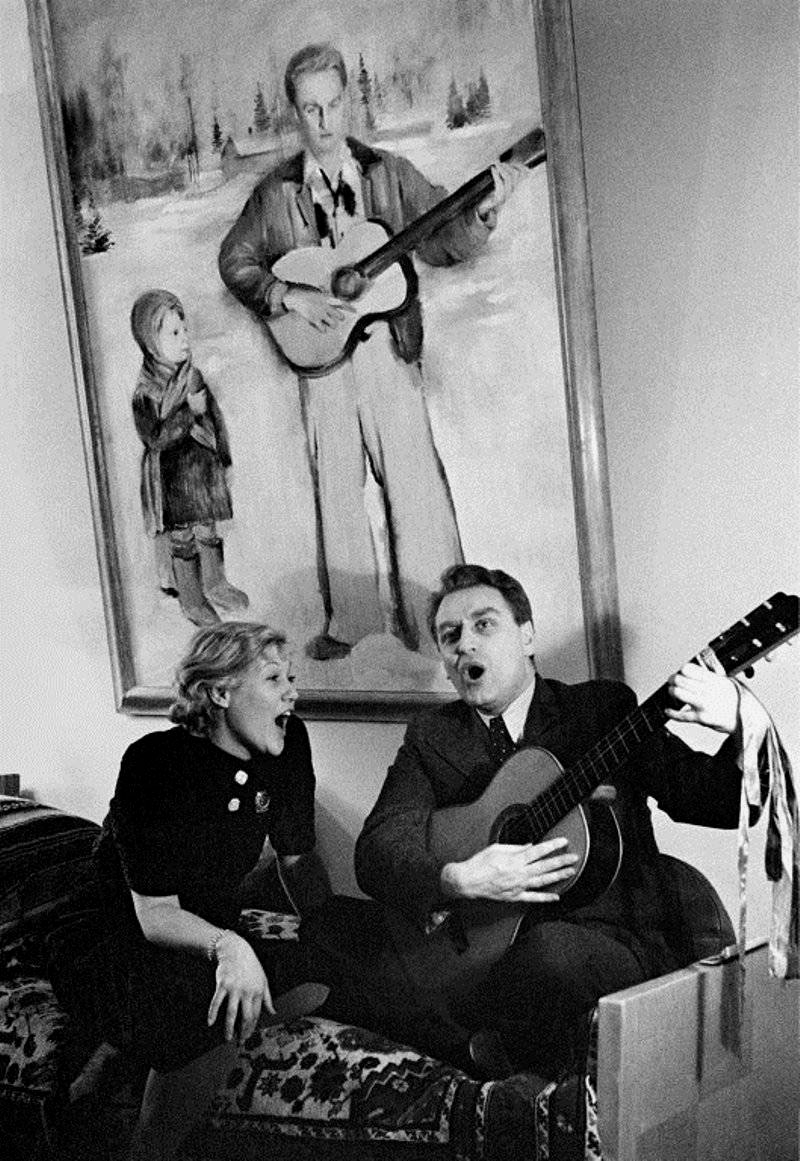
Любовь Орлова и Григорий Александров. 1937

В 1938 году на экраны вышла его кинокомедия «Волга-Волга», имевшая оглушительный успех. Роль почтальона Стрелки, простой талантливой девушки, сыграла Любовь Орлова. Нарицательным персонажем стал бюрократ Бывалов в исполнении Игоря Ильинского.
В музыкальных фильмах привлекал многомиллионного зрителя юмором, энергией положительных героев, свежестью и доступностью музыкальных решений. Вместе с тем, его картины явно приукрашивали действительность.
В 1940 году снял фильм «Светлый путь», сказку о счастливой жизни в СССР и широких возможностях для советского человека.
В апреле 1941 года утверждён членом художественного совета «Мосфильма», назначен членом Центральной военно-оборонной комиссии при Московском доме кино. После начала войны в июле 1941 года утверждён членом редакции «Боевых киносборников». Осенью того же года эвакуирован в Алма-Ату. В ноябре 1941 года назначен членом художественного совета Центральной объединённой киностудии.
В 1942—1943 годах — художественный руководитель Бакинской киностудии художественных фильмов (ныне «Азербайджанфильм»). В августе 1943 года утверждён председателем совета Дома кино. 28 октября 1943 года назначен исполняющим обязанности художественного руководителя киностудии «Мосфильм».
Снятая в 1947 году «Весна» стала его последней популярной кинокомедией.
В 1949 году поставил антиамериканский политический пропагандистский фильм «Встреча на Эльбе», за который ему была присуждена Сталинская премия (1950).
В 1950—1957 годах — руководитель режиссёрской мастерской во ВГИКе. С 1951 года — профессор.
В 1952 году снял историко-биографическую киноленту «Композитор Глинка».
В 1954 году вступил в КПСС.

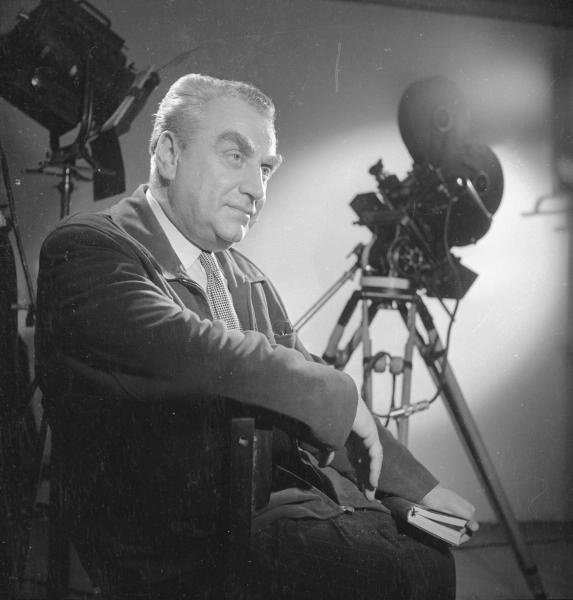
Александров в павильоне, 1950-е

С 1959 года — художественный руководитель Первого творческого объединения киностудии «Мосфильм» (с 1966 года — объединения «Время»).
В 1960 году снял фильм «Русский сувенир», который провалился в прокате.
В 1973 году снял свой последний художественный фильм «Скворец и Лира», не вышедший на экран и впервые показанный по телевидению в 1996 году.

Могила Григория Александрова на Новодевичьем кладбище

В 1975 году опубликовал брошюру воспоминаний «Годы поисков и труда» (в литературной записи Михаила Белявского).
В 1976 году «Политиздат» выпустил его мемуары «Эпоха и кино» в записи Ю. Бычкова. В них Александров утверждал, будто сам собрал съёмочную группу «Весёлых ребят», открыл Исаака Дунаевского, Василия Лебедева-Кумача, Любовь Орлову, а постановку фильма рассматривал как «партийное поручение». Об этих мемуарах Леонид Утёсов сказал дочери Лебедева-Кумача: «Что он пишет? Когда же, наконец, кончится эта александровская отсебятина! У него явная болезнь — мания величия».
В 1979 году смонтировал из мексиканского материала Эйзенштейна свой вариант фильма «Да здравствует Мексика!», получивший «Почётный Золотой приз» на Московском международном кинофестивале.
В 1983 году совместно с Еленой Михайловой снял документальный фильм о своей жене «Любовь Орлова».
Член Союза кинематографистов СССР, член Советского Комитета защиты мира, член Президиума Союза обществ «Дружба», президент Общества «СССР-Италия».
Умер 16 декабря 1983 года от пиелонефрита в Кремлёвской больнице, куда его положили на обследование. Похоронен в Москве на Новодевичьем кладбище (участок № 3).

## Семья
- Первая жена — Ольга Иванова (1901–1941), работала монтажницей на фильмах «Броненосец „Потёмкин“» и «Октябрь», а затем выступала в агитколлективе «Синяя блуза»[38].
  - Сын — Дуглас (Василий) (1925—1978), выпускник сценарного факультета ВГИКа (назван в честь голливудского актёра Дугласа Фэрбенкса-старшего[39])[28].
- Вторая жена — Любовь Орлова (1902—1975), актриса; народная артистка СССР (1950)[28].
- Третья жена — Галина Крылова, вдова его сына Дугласа[37].

## Фильмография
| 1922 | Доля ты русская, долюшка женская                                                                                          |           |           | зелёная ✓ | Василий                       |
| 1923 | Дневник Глумова (короткометражный)                                                                                        |           |           | зелёная ✓ | Глумов                        |
| 1924 | Стачка |           | зелёная ✓ | зелёная ✓ | бригадир                      |
| 1925 | Броненосец «Потёмкин» |           |           | зелёная ✓ | старший офицер Гиляровский    |
| 1927 | Девушка с далёкой реки |           | зелёная ✓ |           |                               |
| 1927 | Октябрь | зелёная ✓ | зелёная ✓ |           |                               |
| 1929 | Старое и новое | зелёная ✓ | зелёная ✓ | зелёная ✓ | водитель трактора             |
| 1930 | Горе и радость женщины (документальный, Швейцария)                                                                        |           | зелёная ✓ |           |                               |
| 1930 | Сентиментальный романс (короткометражный)                                                                                 | зелёная ✓ | зелёная ✓ |           |                               |
| 1930 | Спящая красавица |           | зелёная ✓ |           |                               |
| 1931 | Землетрясение в Оахаке |           | зелёная ✓ |           |                               |
| 1932 | Да здравствует Мексика!                                                                                                   | зелёная ✓ | зелёная ✓ |           |                               |
| 1932 | Пятилетний план | зелёная ✓ |           |           |                               |
| 1933 | Интернационал | зелёная ✓ | зелёная ✓ |           |                               |
| 1934 | Весёлые ребята | зелёная ✓ | зелёная ✓ |           |                               |
| 1936 | Цирк | зелёная ✓ | зелёная ✓ |           |                               |
| 1936 | Доклад товарища Сталина И. В. о проекте Конституции СССР на чрезвычайном VIII Всесоюзном съезде Советов… (документальный) | зелёная ✓ |           |           |                               |
| 1938 | Волга-Волга | зелёная ✓ | зелёная ✓ | зелёная ✓ | капитан спасательного буксира |
| 1938 | Первое мая | зелёная ✓ |           |           |                               |
| 1938 | Физкультурный парад | зелёная ✓ | зелёная ✓ |           |                               |
| 1940 | Светлый путь | зелёная ✓ |           |           |                               |
| 1940 | Время на солнце | зелёная ✓ |           |           |                               |
| 1941 | Боевой киносборник № 4 | зелёная ✓ |           |           |                               |
| 1943 | Одна семья | зелёная ✓ |           |           |                               |
| 1944 | Каспийцы | зелёная ✓ | зелёная ✓ |           |                               |
| 1947 | Весна | зелёная ✓ | зелёная ✓ |           |                               |
| 1949 | Встреча на Эльбе | зелёная ✓ |           |           |                               |
| 1952 | Композитор Глинка | зелёная ✓ | зелёная ✓ |           |                               |
| 1953 | Великое прощание | зелёная ✓ |           |           |                               |
| 1958 | Человек человеку | зелёная ✓ | зелёная ✓ |           |                               |
| 1960 | Русский сувенир | зелёная ✓ | зелёная ✓ | зелёная ✓ | пилот                         |
| 1961 | Ленин в Польше | зелёная ✓ |           |           |                               |
| 1962 | Спутница королевы |           | зелёная ✓ |           |                               |
| 1965 | Перед Октябрём | зелёная ✓ |           |           |                               |
| 1965 | Ленин в Швейцарии | зелёная ✓ | зелёная ✓ |           |                               |
| 1965 | Накануне | зелёная ✓ |           |           |                               |
| 1967 | Десять дней, которые потрясли мир                                                                                         | зелёная ✓ | зелёная ✓ |           |                               |
| 1974 | Скворец и Лира | зелёная ✓ | зелёная ✓ | зелёная ✓ | генерал                       |
| 1983 | Любовь Орлова (документальный)                                                                                            | зелёная ✓ | зелёная ✓ |           |                               |

### Участие в фильмах
- 1963 — Мелодии Дунаевского (документальный)
- 1983 — Любовь Орлова (документальный)

## Награды и звания
Государственные награды:
- Заслуженный деятель искусств РСФСР (1935)[28]
- орден Красной Звезды (1935)[28]
- Сталинская премия первой степени (1941) — за фильмы «Цирк» (1936) и «Волга, Волга» (1938)[28][17]
- Три ордена Ленина (1939, 1950, 1973)[28]
- Заслуженный деятель искусств Азербайджанской ССР (1943)[28]
- Народный артист СССР (1948)[28][15][17]
- Сталинская премия первой степени (1950) — за фильм «Встреча на Эльбе» (1949)[28][17]
- Три ордена Трудового Красного Знамени (1953, 1963, 1967)[28]
- Герой Социалистического Труда (1973)[28][15][17]
- орден Дружбы народов (1983)[28]
- орден Белого льва II степени (1950, Чехословакия)[40]
- Медаль «За доблестный труд. В ознаменование 100-летия со дня рождения Владимира Ильича Ленина»[источник не указан 685 дней]
- Медаль «За доблестный труд в Великой Отечественной войне 1941—1945 гг.»[источник не указан 685 дней]
- Медаль «В память 800-летия Москвы»[источник не указан 685 дней]
- Медаль «Тридцать лет Победы в Великой Отечественной войне 1941—1945 гг.»[источник не указан 685 дней]

Другие награды, премии, поощрения и общественное признание:
- Премия за режиссуру на МКФ в Венеции (1934) — за фильм «Весёлые ребята» (1934)[15][17]
- Гран-при на Всемирной выставке в Париже (1937) — за фильм «Цирк» (1936)[17]
- Юбилейный значок «XX лет советской кинематографии» (1940)[источник не указан 685 дней]
- Приз за оригинальный сюжет на МКФ в Венеции (1947) — за фильм «Весна» (1947)[17]
- Приз МКФ в Братиславе (1949) — за фильм «Встреча на Эльбе» (1949)[17]
- Приз МКФ в Готвальдове (1949) — за фильм «Встреча на Эльбе» (1949)[17]
- Приз МКФ в Марианских Лазнях (ЧССР) (1950) — за фильм «Встреча на Эльбе» (1949)[17]
- Приз иностранных критиков лучшему фильму на МКФ в Локарно (1953) — за фильм «Композитор Глинка» (1952)[17]
- Почётный диплом МКФ в Эдинбурге (1953) — за фильм «Композитор Глинка» (1952)[17]
- Почётная грамота Президиума Верховного Совета Азербайджанской ССР (23 декабря 1976) — за многолетнюю плодотворную работу в области советского кинематографа и в связи с 60-летием азербайджанского кино[41]
- Приз FIPRESCI МКФ в Венеции (1979) — за фильм «Да здравствует Мексика!» (1932)[17]
- Почётный Золотой приз МКФ в Москве (1979) — за фильм «Да здравствует Мексика!» (1932)[17]

## Память
- В Екатеринбурге его именем названа улица[42].

Творчеству и памяти кинорежиссёра посвящены документальные и художественные фильмы:
В кино и на телевидении
- Утёсов. Песня длиною в жизнь (телесериал, 2006; Украина); в роли Г. Александрова — Антон Мухарский
- Орлова и Александров (телесериал, 2015); в роли Г. Александрова — Анатолий Белый[43]
- Эйзенштейн в Гуанахуато (фильм, 2015); в роли Г. Александрова — Расмус Слятис[44]

Документальные фильмы и телепередачи
- Больше, чем любовь. Любовь Орлова и Григорий Александров (Культура, 2013)[45]
- Звёзды советского экрана. Легендарные фильмы Григория Александрова (Москва 24, 2021)[46]
- Фабрика грёз Григория Александрова (Мир, 2023)[47]